# Olle Söderholm
Olle Söderholm, född 29 december 1945 i Åbo, död där 22 maj 2001, var en finländsk vissångare och författare.
Söderholm var anställd vid Åbo Akademis musikvetenskapliga institution och Sibeliusmuseum 1969–1977 och blev filosofie kandidat i musikvetenskap där 1971. Han var därefter rektor vid Kemin työväenyhdistyksen musiikkikoulu 1978–1981 och under 1980-talet periodvis anställd vid Åbo Akademis bibliotek. Han grundade manskören Shanty Singers i Åbo 1970 och var frontfigur i medeltida musikgruppen Li Joglars 1972–1982.
Söderholm skrev Manskörsången i Finland 1819–1965 (1971), vishäftet Somliga (1971) och diktsamlingen Vandratal och andra dikter (1993). Han utgav även musikalbumet Felemans visor och vandrarens sånger (1977).